# Tahoua (regió)
Tahoua és una regió del Níger, amb capital a la ciutat de Tahoua. Té una àrea d'uns 106.677 km².
La regió de Tahoua està dividida en 7 departaments:
- Bkonni
- Bouza
- Illela
- Keita
- Madoua
- Tahoua
- Tchin-Tabaraden

Limita amb Nigèria i Mali i internament amb les regions Agadez, Maradi, Dosso i Tillabéri.